# الحویز القبلی
الحویز القبلی (به عربی: الحویز القبلی) یک روستا در سوریه است که در ناحیه قلعه المضیق واقع شده‌است. الحویز القبلی ۲٬۳۹۵ نفر جمعیت دارد.